# Island (série télévisée)
Pour les articles homonymes, voir Island.
Island (hangeul : 아일랜드 ; RR : Aillaendeu ; MR : Aillaendŭ ; litt. « Île ») est une série télévisée sud-coréenne, créée par Oh Bo-hyun et diffusée depuis le 30 décembre 2022 sur le réseau Prime Video et TVING, puis du 10 février au 10 mars 2023 sur le réseau TVN.
Il s'agit de l'adaptation du manhwa du même titre (1997-2001) de Yoon In-wan et Yang Kyung-il, un récit fantastique inspiré des contes populaires de l'île de Jeju, d'où un moine exorciste qui, utilisant un poignard et la méthode Shukuchi (en) afin de vaincre tous démons, a pour mission de protéger une jeune fille assez particulière,.

## Synopsis
À la suite d'un coup monté ayant été filmé et mis à la une mondiale, Won Mi-ho est envoyée par son père dans l'île de Jeju, avec son secrétaire Kang, afin que les médias se calment. Une fois arrivée, échappant les paparazzi dans l'aéroport, elle tombe sur une créature maléfique en train de déchiqueter sa proie humaine. Effrayée, Won Mi-ho court à bout de souffle avant qu'un homme mystérieux au costume noir lui sauve assez rapidement…

## Distribution

### Acteurs principaux
- Kim Nam-gil : Van
  - Kim Seo-joon : Van, jeune
- Lee Da-hee : Won Mi-ho / Wonjeong
  - Park Seo-gyeong : Wonjeong / Won Mi-ho, jeune
- Cha Eun-woo : Johan, le prête catholique et exorciste
  - Ki Eun-yoo : Johan, jeune
- Sung Joon : Gung-tan
  - Kim Min-jun : Gung-tan, jeune

### Acteurs secondaires

#### Chez mamie Haenyeo
- Go Doo-shim (en) : Geum Baek-ju
- Heo Jung-hee : Boo Yeom-ji
  - Kwon Ye-eun : Boo Yeom-ji, jeune

#### Groupe Daehan
- Jeon Kuk-hwan : Won Tae-han
- Oh Kwang-rok (en) : le majordome Jang
- Lee Soon-won (en) : le secrétaire Kang

#### Jijangjong
- Park Geun-hyung (en) : Jongryeong
- Keum Kwang-san : le moine
- Kang Hyun-joong : le moine
- Kim Jin-man : le moine

#### Lycée de Tamra
- Kim Ki-cheon : le directeur Lee San-il
- Yoo Seung-ok : Han Su-jin
- Jung Soo-bin : Lee Su-ryun

#### Autres
- Yoo Yi-jun : Kyung-jun
- Jeon Ji-hwan
- Kim Sung-oh : Yul

### Apparitions spéciales
- Choi Tae-joon : Kang Chan-hee
- Kim Min-jun (en) : le marié

## Production

### Genèse et développement
Mi-mai 2020, la scénariste Jang Yoon-mi adapte le manhwa intitulé Island (1997-2001), de Yoon In-wan et Yang Kyung-il — avant d'être repris en webtoon en 2018, en série télévisée de vingt épisodes pour la chaîne OCN, planifiée et produite par Studio Dragon en collaboration de la société YLab, avec Bae Jong en tant que réalisateur. La valeur de l'ensemble de cette production est estimée à 20 milliards de won.
Début mars 2021, l'acteur Kim Nam-gil coproduit la série avec sa société Gilstory Ent, fraîchement fondée. Mi-avril, à la suite du départ de l'actrice Seo Yea-ji, la production travaille à nouveau sur le scénario, notamment l'ambiance et les personnages, et recherche la prochaine « Won Mi-ho ».
Début octobre 2022, Oh Bo-hyun est apparu comme scénariste, en même temps que Studio Dragon signe un contrat d'accord avec Prime Video, ainsi que TVING, pour diffuser la série — comptant désormais un total de 12 épisodes — à partir du décembre prochain.

### Attribution des rôles
Fin octobre 2020, Seo Yea-ji est choisie pour le rôle principale, celle de de Won Mi-ho, fille unique du propriétaire du groupe Daehan qui devient la proie importante chez des démons cherchant, depuis des siècles, à détruire le monde humain. Début novembre, Kim Nam-gil est, à son tour, choisi pour le rôle principal, celui d'un chasseur des monstres. Mi-décembre, Yim Si-wan se voit également proposer un rôle.
|  |

Début mars 2021, Cha Eun-woo envisage d'y participer, aux côtés de Kim Nam-gil qui vient de confirmer deux jours après pour le rôle principal, celui de Van, mi-humain mi-démon, un des secrets cachés de l'île de Jeju. Quant à Seo Yea-ji, elle quitte la série en mi-avril,, quelques jours après la controverse sur sa relation avec Kim Jung-hyun. Mi-mai, après les fausses rumeurs annoncées que Han So-hee serait la remplaçante de cette dernière en mai,, Lee Da-hee s'est vue proposée le rôle de Won Mi-ho et le confirme,. Fin septembre, Cha Eun-woo confirme son rôle, celui de Johan, un exorciste catholique purifiant le mal et protégeant la vie, et Sung Joon obtient le rôle principal, celui de Gangtan, étant élevé pour être un exterminateur contre le mal aux côtés de Van.

### Tournage
Mi-mai 2020, le tournage est annoncé pour novembre 2020. Début novembre, la production est reportée à l'année prochaine, en raison de la pandémie de Covid-19. En avril 2021, bien qu'il devait commencer en juin prochain, il est à nouveau reporté au mois de juillet, d'août ou plus tard, à la suite du départ de l'actrice Seo Yea-ji. Finalement, le tournage commence en octobre 2021,. Il s'achève en mai 2022.
Pendant le tournage, en décembre 2021, Lee Da-hee s'est blessée au cou et amenée à l'hôpital : « c'est une blessure sans gravité. », assure son responsable.

### Musique
La musique de la série est composée par Kim Sung-su.

### Fiche technique
- Titre original : 아일랜드
- Titre international : Island
- Création : Oh Bo-hyun
- Réalisation : Bae Jong[1],[2]
- Scénario : Oh Bo-hyun, d'après le manhwa éponyme (1997-2001) de Yoon In-wan et Yang Kyung-il[1],[4]
- Musique : Kim Sung-su[3]
- Montage : Choi Kyung-yoon et Choi Min-young
- Production : Jang Jeong-do[7]
- Sociétés de production : Studio Dragon[1], YLab[1] et Gilstory Ent[2]
- Sociétés de distribution : Prime Video et TVING
- Pays de production :  Corée du Sud
- Langue originale : coréen
- Format : couleur
- Nombre de saison : 1
- Nombre d'épisodes : 12
- Genre : action, fantastique
- Durée : 44–59 minutes
- Dates de diffusion :
  - Monde : 30 décembre 2022 sur Prime Video et TVING
  - Corée du Sud : 10 février 2023 sur le réseau TVN

## Épisodes
La série comporte douze épisodes, dépourvus de titres.

## Diffusion
Mi-mai 2020, la série est, à l'origine, annoncée pour avril 2021 sur la chaîne OCN. Début novembre, la programmation est annulée, en raison de la pandémie de Covid-19.